# Süsel
Süsel ist eine Gemeinde im Kreis Ostholstein in Schleswig-Holstein.

## Geografie

### Geografische Lage
Das Gemeindegebiet von Süsel erstreckt sich zwischen den Orten Eutin und Scharbeutz im Naturraum Ostholsteinisches Hügel- und Seenland (Haupteinheit Nr. 702) in dessen südöstlichem Teilbereich im Hinterland der Lübecker Bucht.

### Gemeindegliederung
Die Gemeinde Süsel besteht aus dem namenstiftenden Hauptort Süsel (im Südosten) und den 14 weiteren Dorfschaften: Barkau (im Südwesten), Bockholt (im Norden), Bujendorf (im Osten), Ekelsdorf (im Süden), Fassensdorf (in der Mitte), Gömnitz (im Osten), Gothendorf (im Westen), Groß Meinsdorf (im Nordwesten), Kesdorf (im Südwesten), Middelburg (in der Mitte), Ottendorf (im Süden), Röbel (in der Mitte), Woltersmühlen (im Süden) und Zarnekau (im Nordosten).

### Nachbargemeinden
Das Gemeindegebiet ist umschlossen von selbigen im Norden Eutin, im Nordosten Kasseedorf, im Osten Altenkrempe und Sierksdorf, im Süden Scharbeutz, im Südwesten Ahrensbök und im Nordwesten Bosau.

## Geschichte

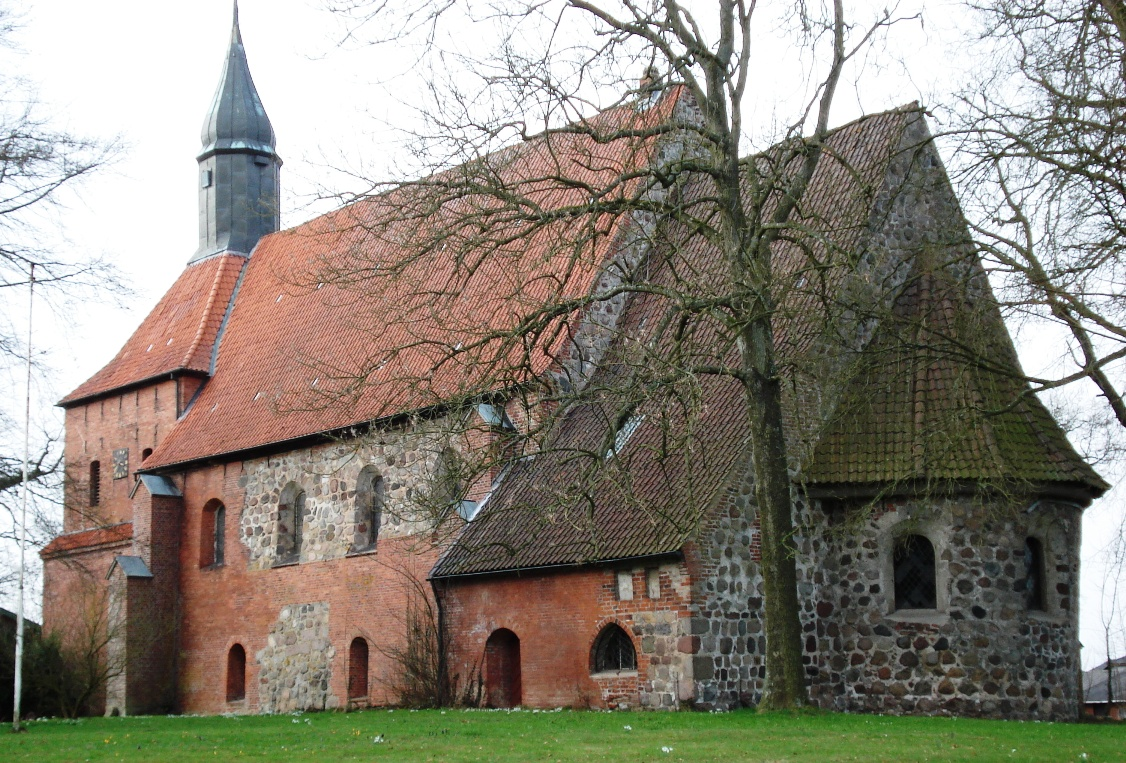
Seitenansicht der Kirche St. Laurentius in Süsel (aus Südost)

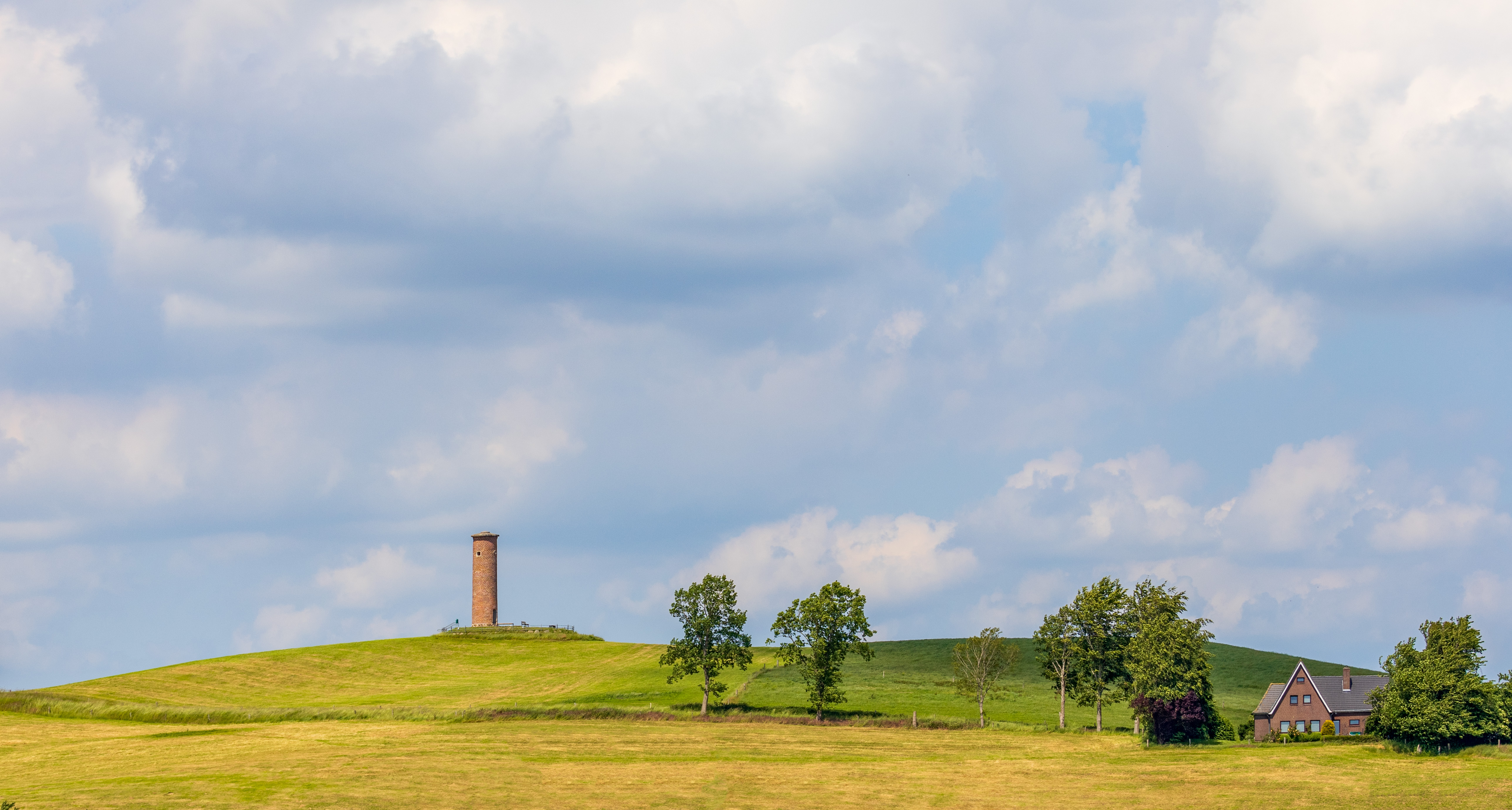
Der Gömnitzer Turm auf dem Gömnitzer Berg

Am Süseler See befindet sich die Süseler Schanze, die Überbleibsel einer slawischen Wallburg. Süsel war bis ins 12. Jahrhundert einer der Hauptorte der hier ansässigen Wenden. Die feuchten Niederungen wurden ab 1142 von angeworbenen friesischen Bauern kolonisiert.
Die romanische St. Laurentius-Kirche wurde im Rahmen der Missionierung ebenfalls im 12. Jahrhundert errichtet; sie gehört zu den so genannten Vicelinkirchen, deren Weiteren sich in Bornhöved, Bosau und Ratekau befinden.
Die Nähe zur wenige Kilometer entfernten Ostsee zeigt der Gömnitzer Turm. Bis 1815 stand auf dem Gömnitzer Berg ein großer Baum, Major genannt. Dieser Solitär diente der Schifffahrt in der Lübecker Bucht als Orientierungsmarke. Der Baum wurde von einem Blitz getroffen und brannte nieder. Da den Seefahrern nun ein wichtiger Orientierungspunkt fehlte, wurde 1827–28 der neue Major, ein Turm aus Backstein, errichtet. Die Turmspitze liegt 105,8 Meter über Meereshöhe, der Turm wurde 1990 sowie 2010 restauriert und ist öffentlich begehbar.
Die Ortsteile Bujendorf und Röbel besaßen jeweils eine Haltestelle an der 1866 eröffneten und 1982 eingestellten Bahnstrecke Eutin–Neustadt.

## Politik

### Gemeindevertretung
Die Gemeindewahl 2023 führte zu folgendem Ergebnis:
| Gemeindewahl Süsel 2023 %50403020100 43,2 %36,9 %19,8 % CDUSPDFWSGewinne und Verlusteim Vergleich zu 2018 %p 8 6 4 2 0 −2 −4 −6 −8+6,6 %p−6,4 %p−0,2 %pCDUSPDFWS | Sitzverteilung in der Gemeindevertretung Süsel seit 2023Insgesamt 19 Sitze - SPD: 7 - FWS: 4 - CDU: 8 |

### Verwaltung
Seit dem 1. Januar 2007 bildet Süsel eine Verwaltungsgemeinschaft mit der Kreisstadt Eutin und hat die Verwaltungsgeschäfte dorthin übertragen. Seitdem gibt es in der Gemeinde nur noch einen ehrenamtlichen Bürgermeister.

### Wappen
Blasonierung: „In Blau auf einem mit einem blauen Wellenbalken belegten goldenen Dreiberg ein runder, flachgedeckter silberner Turm, der rechts von einer goldenen Sonne, links von einem zugewendeten goldenen Mond begleitet wird.“

## Wirtschaft und Infrastruktur

### Unternehmen

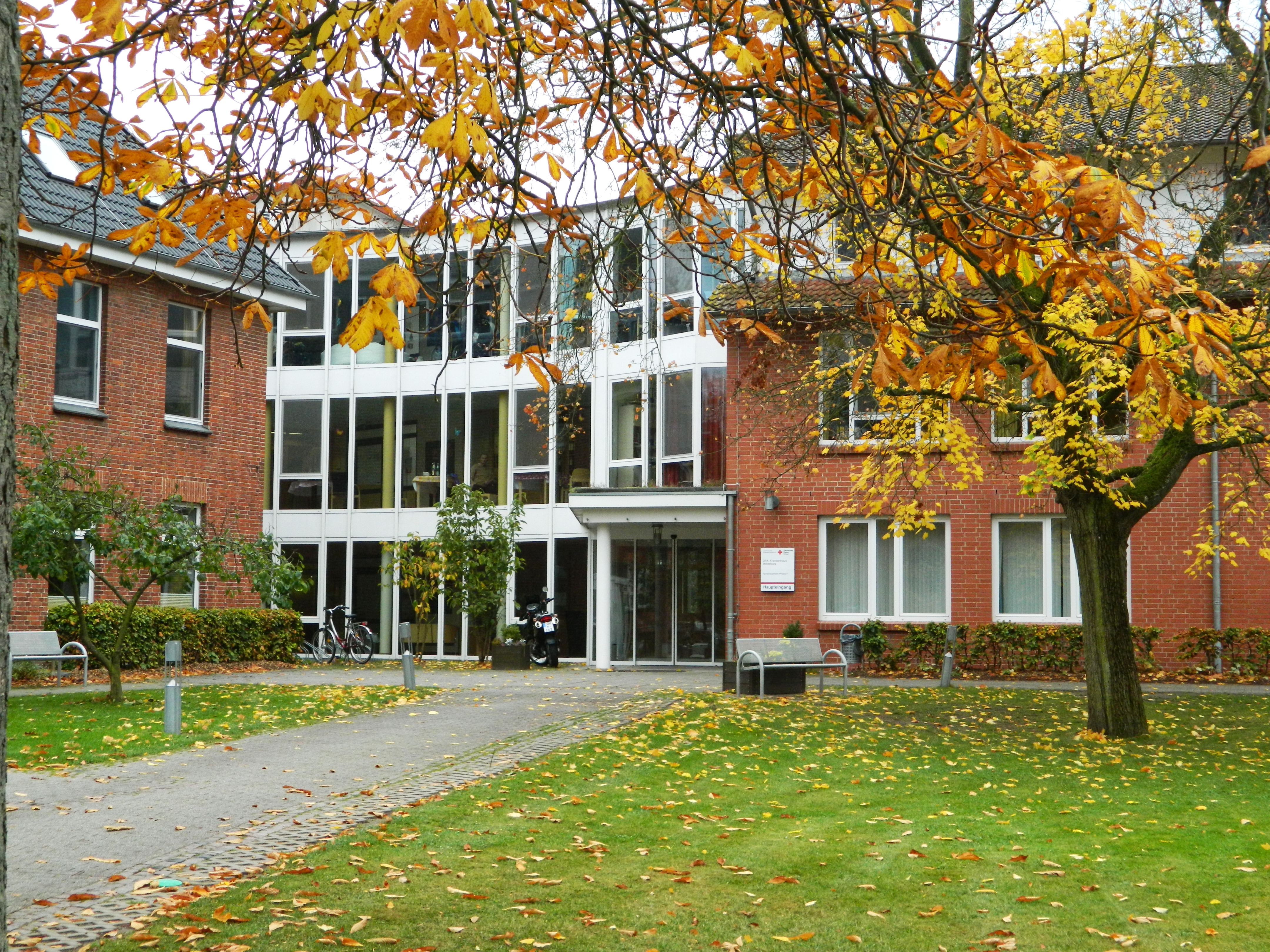
Krankenhaus in Middelburg

Ein großer Arbeitgeber in der Gemeinde ist das in Middelburg ansässige Krankenhaus, welches seit dem 1. Januar 2022 zum Klinikbetreiber Ameos gehört. Die Klinik umfasst bisher 158 stationäre Betten und 18 Plätze in der geriatrischen Tagesklinik und verfügt über Fachabteilungen für Geriatrie und Neurologie. Der Klinikbetreiber plant (Stand 18. Oktober 2022), die Abteilungen der Geriatrie nach Neustadt/Holstein und die der Neurologie nach Oldenburg/Holstein zu verlegen. In Middelburg soll stattdessen ein Reha-Zentrum für pflegende Angehörige entstehen, was durch eine Verlegung vom Standort Ratzeburg nach Middelburg geschehen soll.
Im Rumpelsee befindet sich eine Wasserskiliftanlage.
Eine ehemalige Kiesgrube wird nach Restrukturierung seit 1987 als Geländereitsportplatz genutzt.

### Bildung
Süsel ist Standort einer Grundschule.

## Söhne und Töchter
- Carl Ferdinand Stelzner (1805–1894), Fotograf und Porträtmaler
- Paul Behncke (1866–1937), Admiral und Chef der Marineleitung der Reichsmarine
- Reinhold Liebe (* 24. Mai 1928 in Groß Schwentischken; † am 16. August 2021 in Süsel), deutscher Maler und Graphiker[9]